# 팔공산 (전북)
팔공산(叭公山)은 전북특별자치도 장수군과 진안군 사이에 있는 1,151m의 산이다. 장수읍 서남향 20리에 위치한 곳으로 높이 1,151m의 고산이며 소백산맥에서 노령산맥이 시작되는 산이다.장수는 거의 전 지역이 소백과 노령의 분지적 협곡지대다. 금강의 최상류이자 섬진강의 최상류가 되며 수분치에서 분수하여 남쪽으로 가는데, 한편 물은 금강이 되고, 다른 한편 물은 섬진강이 되는 데서 비롯된 것으로 해석된다. 이상의 수분치의 북류수는 발원하여 장수·천천·진안·용담·영동·옥천·대덕·연기군까지 오던 산을 따라서 올라간다. 그러므로 물이 거슬러간다고 하여 역류삼백리라 하고 산이 오던대로 거슬러 올라갔다고 하여 역산삼백리라 한다. 추풍령을 지나 덕유산·장안산·팔공산으로 해서 다시 추풍령 밑으로 간다는 뜻이다.따라서 팔공산을 호남의 진산이라고 하는 뜻은 팔공산에 성수산·마이산·주졸산·남노·북노를 연결하여 충청도 일부를 이 산의 영향권 아래에 두고 경남을 경계로 하고 호남의 전역이 연결되어 있는 까닭이다.이 산에는 기원 6세기경에 팔성사라는 고찰이 창건되었고 팔성사에 예속된 암자 8개소가 있었는데 암자마다 성인이 한 분씩 거처하고 있었으므로 팔성사로 이름을 지었다고 한다.

## 같이 보기
- 한국의 산